# Dorin Tudoran
Dorin Tudoran (n. 30 iunie 1945, Timișoara) este un blogger, eseist, poet, publicist și disident politic român.
Este absolvent al Liceului „Mihai Viteazul” din București unde obține un bacalaureat în 1963. Licențiat al Facultății de Limba și Literatura Româna a Universității din București (1968). 
Redactor la publicațiile românești pentru străinătate (1971-1973). Redactor la revista Flacăra (1973-1974) și Luceafărul (1974-1980). Între 2004-2006 a fost editorialist la Jurnalul Național. De asemenea, a scris editoriale pentru publicația Ziua, până în 2007.
Bursier în Franța și R.F.G. (1979, 1980-1981). Membru al Partidului Comunist Român până în anul 1982. Din 1977 până in 1981, când demisionează, face parte din Consiliul de conducere al Uniunii Scriitorilor din R.S.R.
Până în 2012 a fost director al programului „Democracy Follows” la organizația World Learning din Washington, DC, SUA.

## Actul de disidență
La 7 aprilie 1984, Dorin Tudoran depune o cerere prin care invocă dreptul de a emigra, împreună cu familia. În fața refuzului autorităților de a-i răspunde, îi adresează, pe 1 august 1984, un memoriu lui Nicolae Ceaușescu, în care afirma, între altele: „ca scriitor, cetățean și părinte m-am convins definitiv că între credințele mele cele mai profunde despre Om și Drepturile sale inalienabile, Libertate și Democrație, Dialog și Opinie, Cinste și Echitate, Cultură și Educație, Patriotism și Sacrificiu etc. și realitățile românești de azi există o prăpastie de netrecut”.
Pe 8 aprilie 1985, este convocat la Procuratura Municipiului București și amenințat cu un proces penal. La 25 aprilie 1985, declară greva foamei și încearcă să obțină o audiență la Consulatul SUA din București. Este transportat (împreună cu fiica sa în vârstă de 8 ani) la sediul Secției 1 Miliție București, unde este anchetat și reținut timp de 12 ore. Pe data de 6 iunie 1985 încetează greva foamei. Pe 24 iulie 1985 pleacă din R.S.R.
Se stabilește în SUA unde va edita sub egida centrului de politologie Foreign Policy Research Institute din Philadelphia publicația „Agora. Revistă alternativă de cultură” (Philadelphia, 1987–1992, finanțată însă de The National Endowment for Democracy (NED). A început să lucreze la IFES în 1993. Între 1993 și 2000, a fost director al birourilor IFES din Moldova și România. În 2000 a revenit la Washington unde a lucrat la IFES până în 2008 (Senior Director for Communications and Research și membru al Echipei Executive). Intre 2009 și 2012 a lucrat la The World Learning, tot în Washington, ca Director al programului Democracy Fellows finanțat de United States Agency for International Development (USID).

## Volume publicate
- Mic tratat de glorie, București, 1973;
- Cântec de trecut Akheronul, București, 1975;
- Martori oculari (publicistică; în colaborare cu Eugen Seceleanu), Iași, 1976;
- O zi în natură, București, 1977;
- Uneori, plutirea, București, 1977;
- Respirație artificială, Cluj, 1978;
- Pasaj de pietoni, București, 1978;
- Biografia debuturilor (interviuri), București, 1978;
- Semne particulare (antologie), București, 1979;
- Nostalgii intacte (interviuri), București, 1982;
- Adaptarea la realitate (publicistică), București, 1982;
- De bună voie. Autobiografia mea, Editura Nord, Aarhus, 1986;
- Optional Future. Poems (traducere în limba engleză de Marcel Corniș-Pop), Europa Media, Inc., Daphne, Alabama, 1988;
- Frost or Fear? On the Condition of the Romanian Intellectual (traducere în limba engleză de Vladimir Tismăneanu),
- Europa Media, Inc., Daphne, Alabama, 1988;
- Ultimul turnir (antologie întocmită de Mircea Mihăieș), Timișoara, 1992;
- Onoarea de a înțelege. Interviuri, București, 1998;
- Kakistocrația, Chișinău, 1998 (eseuri; cu o prefață de Nicolae Manolescu; postfața de Dorin Tudoran); (titlul volumului s-ar traduce din limba greacă prin Puterea proștilor)
- Viitorul facultativ. Poezii alese. / Optional Future. Selected Poems (ediție bilingvă; traducere în limba engleză de Marcel Corniș-Pop: cu o prefață de Ion Bogdan Lefter), București, 1999;
- Tânărul Ulise. Antologie (cu o prefață de Mircea Mihăieș), Iasi, 2000.
- Absurdistan: O tragedie cu ieșire la mare, Polirom, 2006 [4]
- Eu, fiul lor. Dosar de securitate, 2010
- Pisicuț (Somnografii), 2011.
- "România ca părere", Editura Polirom, 2015
- "Băsesc, deci exist! Intelighenție și putere politică în Romania, 2004-2014", Editura Cartier, 2015
- "Luxul Indiferenței", Editura Școala Ardeleană, 2015
- "Poeme din Ithaca", o miniantologie trilingvă (română, latină și maghiară, Editura PEN Club-ului Maghiar, Budapesta, 2016).
- „De bunăvoie, autobiografia mea“ (Editura Amphion, Bacău, 2020; Cuvânt înainte de Dorin Tudoran; Postfață de Florin Daniel Dincă)

E-Books
- 2003 - Tînărul Ulise, Editura Liternet
- 2020 - „De bunăvoie, autobiografia mea“ (Editura Amphion, Bacău, 2020) - Format PDF disponibil aici:
- 2022 - Florin Daniel Dincă - „Dosarul Dorin Tudoran. Literatură și politică în comunism și în postcomunism“ (Editura Amphion, Bacău, 2022) - Format PDF disponibil aici:

## Premii și distincții
- Premiul special al Uniunii Scriitorilor din România, 1992
- Premiul Adevărul Literar și Artistic, 2001[5]
- Premiu național de poezie „Mihai Eminescu”  – Opera Omnia” (2009)[2]
- Ordinul Național ”Steaua României” cu grad de Cavaler [6]